# Ilhas Maltesas
As Ilhas Calipsee ou Ilhas Maltesas (em inglês:  Maltese Islands, em maltês:  Gżejjer Maltin) são um arquipélago situato no Mar Mediterrâneo, a sul da Sicília, e que formam o estado de Malta. O seu território tem uma área total de 316 km², e é habitado por cerca de 420 000 pessoas.
O arquipélago é composto por três ilhas maiores e habitadas (Malta, Gozo e Comino), e ilhas menores desabitadas Cominotto (ou Cominetto), ilha Manoel, Filfla e ilha de São Paulo, e mais uma série de pequenos rochedos.
O seu clima é mediterrânico, com invernos suaves e chuvosos e verões quentes e secos.

## Lista de ilhas
| Ilhas                                       | Área      | População (2007) |
| ------------------------------------------- | --------- | ---------------- |
| Malta (Malta)                               | 246 km²   | 388 232 hab.     |
| Gozo (Għawdex)                              | 67 km²    | 31 053 hab.      |
| Comino (Kemmuna)                            | 3,5 km²   | 4 hab.           |
| Cominotto (Kemmunett)                       | 0,25 km²  | 0                |
| Filfla (Fifla)                              | 0,025 km² | 0                |
| Filfoletta (Filflett)                       | ?         | 0                |
| Ilha de São Paulo (Il-Gżejjer ta' San Pawl) | ?         | 0                |
| Ilha Manoel (Il-Gżira Manoel)               | ?         | 0                |
| Rocha do Fungo (Il-Ġebla tal-Ġeneral)       | ?         | 0                |
| Malta                                       | 316 km²   | 410 290 hab.     |